# Valorous Unit Award
L' Valorous Unit Award (VUA) est une décoration militaire collective des États-Unis décernée par l'US Army à des unités des forces armées des États-Unis ou de nations étrangères ayant fait preuve d'héroïsme en présence de l'ennemi au cours d'un conflit armé. Elle est l'équivalent collectif de la Silver Star individuelle.

## Histoire
En 1965, en pleine guerre du Viêt Nam et à la suite d'une réclamation du commandant de l'USMACV, un réexamen du système d'attribution des récompenses collectives est mené par le département de la défense. Il existe en effet une disparité entre l'attribution de la Presidential Unit Citation, dont les critères en font l'équivalent collectif de la Distinguished Service Cross, et celle de la Meritorious Unit Commendation qui récompense un service méritoire mais non héroïque. L'étude menée par le département de la défense recommande l'élargissement des critères de la Meritorious Unit Commendation à des actes d'héroïsme, ce qui est rejeté par le chef d'état-major du personnel qui demande le 7 janvier 1966 la création d'une récompense d'unité dont les critères d'attribution correspondraient à ceux de la Silver Star. Cette demande est approuvée par le chef d'état-major de l'US Army le 12 janvier suivant, donnant naissance à la Valorous Unit Award.
Rétroactif à compter du 3 août 1963, la VUA récompense les actions collectives d'une unité dans un conflit en présence d'un ennemi hostile. Ces actions doivent être considérées comme héroïques mais à un degré moindre que celles pouvant donner lieu à l'attribution de la Presidential Unit Citation. La durée ou le nombre de missions n'est pas pris en compte. Les membres d'une unité décorée ayant participé à l'action entraînant la récompense sont autorisés à en porter l'insigne à titre permanent même s'il quittent un jour l"unité. En revanche, les membres d'une unité n'ayant pas participé à l'attribution de la VUA ne portent celle-ci que pendant leur période d'affection dans l'unité concernée.

## Description

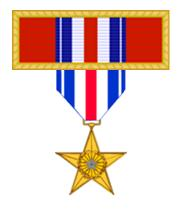
Comparaison entre la Valorous Unit Award et le ruban de la Silver Star.

Équivalent collectif de la Silver Star, le ruban de la Valorous Unit Award reprend le motif et les couleurs de celle-ci, à savoir une bande centrale blanche barrée d'une bande rouge plus fine et bordée par deux bandes bleues chargées d'un liseré blanc. Le tout est posé sur un fond rouge et encadré par une bordure en or. Les unités décorées arborent une flamme de campagne aux couleurs du ruban sur la hampe de leurs drapeaux.